# Manoir de Restinois
Le manoir de Restinois est un édifice situé à Meslan en France.

## Localisation
Le manoir était situé sur le territoire de la commune de Meslan, au lieu-dit Restinois, dans le département du Morbihan en région Bretagne.

## Description
Édifice du XVIIIe siècle à un étage carré construit en moellons en pierre de taille de granite, toiture à longs pans couverte d'ardoises ; pignons couvert et découvert. Escalier de distribution extérieur.

## Historique
La seigneurie, parfois dite de Restingoez ou Restunoel appartenait aux Stanghingant en 1650 avant de passer par alliance aux Hayeux. Elle est vendue en 1699 à Pierre Audouyn, avocat au parlement de Bretagne.
Le manoir date du XVIIIe siècle, il est partiellement daté 1799 (partie centrale du logis) ; la chapelle, le colombier et la tour d'escalier sont  détruits.
Il est inscrit à l'inventaire général du patrimoine culturel en 1986.